# Чинголи
Чинголи (итал. Cingoli) — коммуна в Италии, располагается в регионе Марке, в провинции Мачерата.
Население составляет 10 646 человек (2008 г.), плотность населения составляет 72 чел./км². Занимает площадь 147 км². Почтовый индекс — 62011. Телефонный код — 0733.
Покровителями коммуны почитаются святые Экзюперанций из Чиньоли, Сперандия (Sperandia) и Вонфилий (Bonfilio), празднование 24 января и четвёртое воскресение июля.

## Известные уроженцы
В городе Чинголи родился Папа Римский Пий VII.

## Демография
Динамика населения:

## Города-побратимы
- Априлия, Италия (2004)

## Администрация коммуны
- Официальный сайт: https://web.archive.org/web/20060727102439/http://www.cingoli.sinp.net/